# Bệnh phổi tắc nghẽn
Bệnh phổi tắc nghẽn là một loại bệnh hô hấp đặc trưng bởi tắc nghẽn đường thở. Nhiều bệnh tắc nghẽn phổi là do hẹp (tắc nghẽn) của phế quản nhỏ hơn và phế quản lớn hơn, thường là do sự co thắt quá mức của chính cơ trơn. Nó thường được đặc trưng bởi đường thở bị viêm và dễ bị xẹp, tắc nghẽn luồng khí, vấn đề thở ra và thường xuyên đến phòng khám y tế và nhập viện. Các loại bệnh phổi tắc nghẽn bao gồm; hen suyễn, giãn phế quản, viêm phế quản và bệnh phổi tắc nghẽn mạn tính (COPD). Mặc dù COPD có chung đặc điểm với tất cả các bệnh phổi tắc nghẽn khác, chẳng hạn như các dấu hiệu ho và thở khò khè, chúng là các điều kiện riêng biệt về khởi phát bệnh, tần suất các triệu chứng và khả năng đảo ngược của tắc nghẽn đường thở. Xơ nang đôi khi cũng được bao gồm trong bệnh phổi tắc nghẽn.

## Phân loại

### Hen suyễn
Hen suyễn là một bệnh phổi tắc nghẽn trong đó các ống phế quản (đường thở) rất nhạy cảm (quá mẫn cảm phản ứng). Đường thở bị viêm và tạo ra chất nhầy dư thừa và các cơ xung quanh đường thở bị thắt chặt làm cho đường thở hẹp hơn. Hen suyễn thường được kích hoạt bằng cách hít vào những thứ trong không khí như bụi hoặc phấn hoa tạo ra phản ứng dị ứng. Nó có thể được kích hoạt bởi những thứ khác như nhiễm trùng đường hô hấp trên, không khí lạnh, tập thể dục hoặc hút thuốc. Hen suyễn là một tình trạng phổ biến và ảnh hưởng đến hơn 300 triệu người trên toàn thế giới. Hen suyễn gây ra các đợt tái phát khò khè, khó thở, tức ngực và ho, đặc biệt là vào ban đêm hoặc sáng sớm.
Một máy đo lưu lượng đỉnh có thể ghi lại các biến thể về mức độ nghiêm trọng của bệnh hen suyễn theo thời gian. Đo phế dung, đo chức năng phổi, có thể đưa ra đánh giá về mức độ nghiêm trọng, độ đảo ngược và độ biến thiên của giới hạn luồng khí và giúp xác định chẩn đoán hen.

### Giãn phế quản
Giãn phế quản đề cập đến sự giãn nở bất thường, không thể đảo ngược của phế quản gây ra bởi những thay đổi phá hủy và viêm trong các bức tường đường thở. Giãn phế quản có ba mô hình giải phẫu chính: giãn phế quản hình trụ, giãn phế quản varicose và giãn phế quản nang.

### Bệnh phổi tắc nghẽn mạn tính
Bệnh phổi tắc nghẽn mạn tính (COPD), còn được gọi là bệnh tắc nghẽn đường thở mãn tính (COAD) hoặc hạn chế luồng khí mãn tính (CAL), là một nhóm bệnh đặc trưng bởi giới hạn luồng khí không thể hồi phục hoàn toàn. Luồng khí vào và ra khỏi phổi bị suy yếu. Điều này có thể được đo bằng các thiết bị thở như máy đo lưu lượng đỉnh hoặc bằng phép đo phế dung. Thuật ngữ COPD bao gồm các chứng phổi tắc nghẽn mạn tính và viêm phế quản mãn tính mặc dù hầu hết bệnh nhân mắc COPD có đặc điểm của cả hai điều kiện ở các mức độ khác nhau. Hen suyễn là một tắc nghẽn đường hô hấp thường được xem xét riêng, nhưng nhiều bệnh nhân COPD cũng có một số mức độ đảo ngược trong đường thở của họ.

## Nguyên nhân gây bệnh phổi tắc nghẽn mãn tính
Có hai loại yếu tố nguy cơ có thể gây ra bệnh phổi tắc nghẽn mãn tính (COPD):

### Các yếu tố nội tại
Những thiếu hụt, khuyết tật về gen như thiếu hụt men alpha-1 antitrypsin (rất hiếm gặp). Ở những người này, bệnh phổi tắc nghẽn mãn tính thường xuất hiện sớm trước tuổi 40 và tiến triển nhanh chóng.

### Các yếu tố môi trường
Khói thuốc lá, thuốc lào, khí thải, khí độc công nghiệp, ô nhiễm trong nhà (từ bếp củi, bếp than), và ô nhiễm môi trường là những yếu tố phổ biến nhất gây bệnh phổi tắc nghẽn mãn tính.
Thuốc lá là nguyên nhân hàng đầu, chiếm 90% các trường hợp mắc COPD. Khoảng 20-30% số người hút từ hơn 20 điếu thuốc lá mỗi ngày sẽ có các biểu hiện sớm hoặc muộn của bệnh này.
COPD do tiếp xúc với bụi nghề nghiệp chiếm khoảng 10% các trường hợp. Thợ mỏ, công nhân làm việc tại các xưởng đúc, xưởng luyện kim, công nhân xây dựng, thợ dệt, nông dân,... là những người thường xuyên phơi nhiễm với các yếu tố kích thích phế quản, do đó có nguy cơ cao bị bệnh phổi tắc nghẽn mãn tính.